# تايلر جيمس ويليامز
تايلر جيمس ويليامز (بالإنجليزية: Tyler James Williams) هو ممثل أمريكي، ولد في 9 أكتوبر 1992 بنيويورك في الولايات المتحدة. بدأ مشواره المهني سنة 2000.

## أعمال

### أفلام
- (2005) اثنان من أجل المال[6]
- (2006) الولد المشاكس[7]
- (2006) فشل الانطلاق[8]
- (2017) ديترويت

### مسلسلات
- العرض المتأخر مع ديفيد ليترمان
- الموتى السائرون
- شارع السمسم
- هاوس

Every body hate Chris. كل شخص يكرة كريس

## وصلات خارجية
- تايلر جيمس ويليامز على موقع IMDb (الإنجليزية)
- تايلر جيمس ويليامز على موقع ألو سيني (الفرنسية)
- تايلر جيمس ويليامز على موقع ميوزك برينز (الإنجليزية)
- تايلر جيمس ويليامز على موقع أول موفي (الإنجليزية)
- تايلر جيمس ويليامز على موقع قاعدة بيانات الأفلام السويدية (السويدية)
- تايلر جيمس ويليامز على موقع إن إن دي بي (الإنجليزية)
- تايلر جيمس ويليامز على موقع ديسكوغز (الإنجليزية)
- تايلر جيمس ويليامز على موقع قاعدة بيانات الفيلم (الإنجليزية)
- تايلر جيمس ويليامز على موقع كينوبويسك (الروسية)